# 拉塞瓦

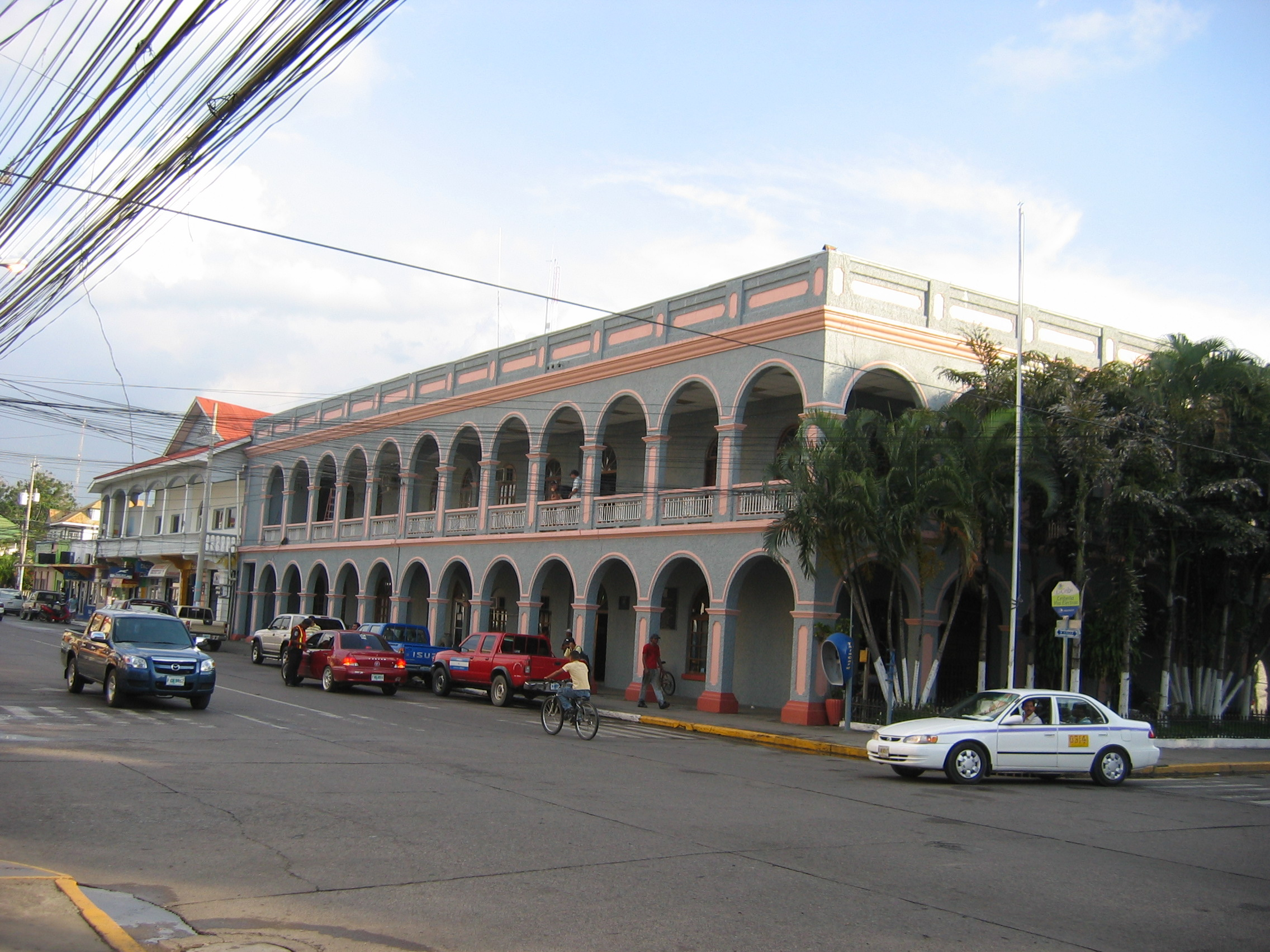
拉塞瓦

拉塞瓦（西班牙语：La Ceiba）是洪都拉斯的城市，是阿特蘭蒂達省省府所在地，因海港的船坞旧有爪哇木棉（学名：Ceiba）而得名。位於該國北部加勒比海沿岸，始建於1877年，面積25平方公里，海拔高度3米，受赤道多雨氣候影響，每年平均降雨量2,858毫米，2010年人口174,006。
拉塞瓦在香蕉共和国时代曾是洪都拉斯重要的香蕉出口港，现仍为洪都拉斯第二大海港。而旅游业在拉塞瓦的经济发展中也起到了重要作用。

## 外部連結
- Interactive Map La Ceiba, Atlantida （页面存档备份，存于）
- Hola Ceibita （页面存档备份，存于）
- La Ceiba, Honduras, Maps and Local Information （页面存档备份，存于）
- Railroad pics in La Ceiba （页面存档备份，存于）
- La Zona Viva in La Ceiba

15°46′N 86°50′W / 15.767°N 86.833°W